# William Augustus Barstow
William Augustus Barstow (Plainfield, 13 settembre 1813 – Leavenworth, 13 dicembre 1865) è stato un politico, banchiere e generale di brigata statunitense. Fu il terzo governatore del Wisconsin e generale dell'esercito dell'Unione durante la guerra civile americana.

## Biografia
Barstow nacque a Plainfield, nel Connecticut. Lavorò con i suoi fratelli in affari a Norwich, Connecticut e Cleveland, Ohio, ma si trasferì a Waukesha, fuori Milwaukee, dopo la crisi del 1837, dove iniziò a gestire un mulino. Era attivo nella politica locale, prestando servizio nel consiglio della contea di Milwaukee, e nel 1846 guidò un movimento per separare la contea di Waukesha.
Barstow servì come Segretario di Stato del Wisconsin dal 1850 al 1852. Fu eletto governatore del Wisconsin come Democratico, entrando in carica il 2 gennaio 1854. Come governatore, Barstow sostenne la ferrovia per il Pacifico. Si oppose alla proibizione delle vendite di alcolici e pose il veto a un divieto approvato dalla legislatura nonostante il forte sostegno pubblico. Tuttavia, le accuse secondo le quali la sua amministrazione aveva usato male i fondi della scuola pubblica e favorito gli amici personali nei prestiti statali ebbero un forte effetto negativo sulla sua immagine. Barstow perse il sostegno all'interno del suo partito e nel Wisconsin in generale.
Quando Barstow corse per la rielezione nel 1855, fu inizialmente dichiarato vincitore contro il suo avversario repubblicano, Coles Bashford, con appena 157 voti. Tuttavia, Bashford dichiarò che il risultato era fraudolento, e fu presto dimostrato che la vittoria di Barstow era dovuta a voti falsificati di distretti inesistenti nella parte settentrionale dello stato scarsamente popolata, oltre ad altre irregolarità come due distinti tribunali che rivendicavano legittimità nella contea di Waupaca e il tentativo di presentare certificazioni in conflitto. Mentre le unità della milizia rivale convergevano sulla capitale dello stato, Madison, minacciando di iniziare una guerra civile, il nuovo corso da governatore di Barstow fu inaugurato in una cerimonia pubblica il 7 gennaio 1856. Lo stesso giorno, Bashford prestò giuramento come governatore. Il procuratore generale del Wisconsin depositò vari procedimenti presso la Corte Suprema del Wisconsin per rimuovere Barstow il quale minacciò, da parte sua, che non avrebbe "lasciato il suo ufficio vivo". Dopo aver sfidato la giurisdizione della Corte senza successo e notando che la maggior parte dell'opinione pubblica si era rivoltata contro di lui, Barstow rifiutò di contestare le accuse di frode e diede le sue dimissioni il 21 marzo 1856, lasciando il tenente Arthur MacArthur come sostituto governatore. Il 24 marzo, la corte assegnò all'unanimità il governatorato a Bashford con un conteggio di 1.009 voti.
Dopo queste vicende, Barstow si trasferì a Janesville, nel Wisconsin, dove aprì una banca e promosse vari progetti di costruzione di ferrovie. Rimase tuttavia in politica dopo lo scandalo elettorale, servendo come delegato del Wisconsin alla Convenzione Nazionale Democratica nel 1860. Dopo l'inizio della Guerra Civile, in ogni caso, si unì allo sforzo bellico dell'Unione e sotto l'autorità del Dipartimento di Guerra nel 1861 organizzò il 3º reggimento di cavalleria del Wisconsin a Camp Barstow, vicino a Janesville. Comandò il reggimento come colonnello e fu nominato Provost Marshal General del Kansas, operativo da Fort Leavenworth. A causa di problemi di salute, tuttavia, Barstow fu riassegnato nell'estate del 1863 a presiedere le corti marziali a St. Louis, nel Missouri , e non si riunì mai più al suo reggimento. Fu promosso generale di brigata di un gruppo di volontari il 13 marzo 1865, nove mesi prima della sua morte a Leavenworth, nel Kansas.